# Jezioro Stare (Dziecinów)
Jezioro Stare – jezioro w starorzeczu Wisły w Dolinie Środkowej Wisły, w województwie mazowieckim o powierzchni ok. 2 ha, położone w północno-zachodniej części wsi Dziecinów. Położone stosunkowo ustronnie, na terenie tarasu zalewowego. Intensywnie zarasta, co negatywnie wpływa na walory krajobrazowe obszaru. Na zachód od niego, po drugiej stronie drogi gruntowej, położone jest jezioro Zastarze "Czajka".